# Oberth (cratera)
Oberth é uma cratera de impacto lunar, situada no lado oculto da Lua. Ela fica em grande latitude Norte a Sudeste da cratera Gamow. A Leste da cratera Oberth fica localizada a Avogadro.
Ela foi batizada em homenagem ao físico alemão, Hermann Oberth.